# دايفيد كريغ
دايفيد كريغ (بالإنجليزية: David Greig)‏ هو كاتب مسرحي وكاتب ومؤلف ومخرج بريطاني، ولد في 1969 في إدنبرة في المملكة المتحدة.

## وصلات خارجية
- دايفيد كريغ على موقع IMDb (الإنجليزية)
- دايفيد كريغ على موقع قاعدة بيانات برودواي على الإنترنت (الإنجليزية)
- دايفيد كريغ على موقع قاعدة بيانات الفيلم (الإنجليزية)